# هنري تشايلدز
هنري تشايلدز (بالإنجليزية: Henry Childs) هو لاعب كرة قدم أمريكية أمريكي، ولد في 16 أبريل 1951 في توماسفيل في الولايات المتحدة، وتوفي في 3 يونيو 2016.

## وصلات خارجية
- هنري تشايلدز على موقع مرجع كرة القدم المحترفة.كوم (الإنجليزية)